# ديك فان ألفين
ديك فان ألفين (بالإنجليزية: Dick van Alphen)‏ (18 سبتمبر 1938 في مملكة هولندا - 21 مايو 2009 في أستراليا) هو لاعب كرة قدم أسترالي في مركز الدفاع. شارك مع منتخب أستراليا لكرة القدم. أما مع النوادي، فقد لعب مع Melbourne Hakoah ‏ وRingwood City SC ‏.

## وصلات خارجية
- ديك فان ألفين على موقع ناشيونال فوتبول تيمز (الإنجليزية)